# منتخب نيبال لكرة القاعدة
منتخب نيبال لكرة القاعدة هو ممثل نيبال الرسمي في المنافسات الدولية في كرة القاعدة
.